# Álex Aguinaga

Firma di Álex Aguinaga

Álex Darío Aguinaga Garzón (Ibarra, 9 luglio 1968) è un allenatore di calcio ed ex calciatore ecuadoriano, di ruolo centrocampista.

## Carriera
Fa il suo esordio nel calcio professionista a 16 anni con il Sociedad Deportivo Quito . Nel 1989 durante la Copa América en Brasil fu notato da Fabio Capello allora allenatore dell'A.C Milan che tentò di acquistarlo, ma non ci riuscì perché il giocatore fu venduto al Necaxa per più di 200.000 dollari. Fabio Capello rimase deluso, disse che fu un vero peccato che il giocatore più forte dell'Ecuador fosse stato venduto, visto che l'A.C Milan avrebbe pagato 3 milioni di dollari per il giocatore. Durante la sua permanenza in Mexico vinse molti titoli nazionali e internazionali. Anche il Real Madrid si interessò a lui. Il Necaxa in onore di Alex ritiro il numero della sua maglietta per 10 anni.
Con la Nazionale ecuadoriana prese parte al campionato del mondo 2002 e ha giocato otto edizioni della Copa América. In totale con l'Ecuador giocò 102 partite ufficiali e segnò 20 gol dal 1987 al 2004. Alex è considerato uno dei più forti giocatori dell'Ecuador e occupa il secondo posto della classifica dei migliori calciatori dell'Ecuador di tutti i tempi.

## Palmarès

### Giocatore

#### Club

##### Competizioni nazionali
- Primera División messicana: 3

Necaxa: 1995, 1996, 1998

##### Competizioni internazionali
- CONCACAF Cup Winners Cup: 1

Necaxa: 1994
- CONCACAF Champions' Cup: 1

Necaxa: 1999

#### Individuale
- Equipo Ideal de América: 1

1989
- Pallone d'oro (Messico): 1

1995-1996